# Tanda (underprefektur)
Tanda är en underprefektur i Elfenbenskusten. Den ligger i departementet med samma namn, i den östra delen av landet, 240 km öster om huvudstaden Yamoussoukro.